# Pererê
Pererê é uma canção da cantora brasileira Ivete Sangalo, contida em seu segundo álbum de estúdio, Beat Beleza (2000). A canção foi lançada como primeiro single do álbum em 7 de dezembro de 2000. Foi composta por Augusto Conceição e Chiclete, e conta com a citação musical de "Saci", escrita por Guto Graça Mello. Apesar de ter sido lançada para o carnaval de 2001, "Pererê" não alcançou muito sucesso nas paradas do Hot 100 Brasil, chegando apenas na posição de número 44.

## Composição e letra
"Pererê" foi escrita por Augusto Conceição e Chiclete, e tem a citação musical de "Saci", escrita por Guto Graça Mello. "Pererê" é uma canção de frevo e conta a história fictícia de um cara chamado "Pererê", que entre muitas coisas, "não gosta de fumar cigarro, não bebe quando sai de carro, não faz amor sem camisinha e não come nada sem farinha." O refrão é simples, com Ivete repetindo "Pê Pê Rê Rê Rê Rê Pê Pê" quatro vezes.

## Lançamento e outras versões
"Pererê" foi lançada em dezembro de 2000, como primeiro single de "Beat Beleza" (2000), e como uma candidata para o título de canção do verão 2000-2001 e canção de carnaval. Assim, "Pererê" entrou na compilação "Axé Bahia 2001", lançada em abril, e também no segundo CD do "Axé Bahia 2003", que contava com mais dois hits de carnaval da cantora, "Canibal" e "Festa". Além disso, Ivete cantou a canção em seu álbum ao vivo MTV ao Vivo de 2004, além de incluí-la nas coletâneas Perfil (2006), Ivete Sangalo (2006) e O Carnaval de Ivete Sangalo (2012).

## Recepção crítica e comercial
O site Folha da Região chamou a canção de "futuro hit" e que Ivete "não perde o suingue característico" nela. Já Silvio Essinger do Cliquemusic disse que, "Em 'Pererê', a folia explode e assim, cada vez mais Ivete parece distante do projeto de intérprete off-carnaval."